# Smetiprach

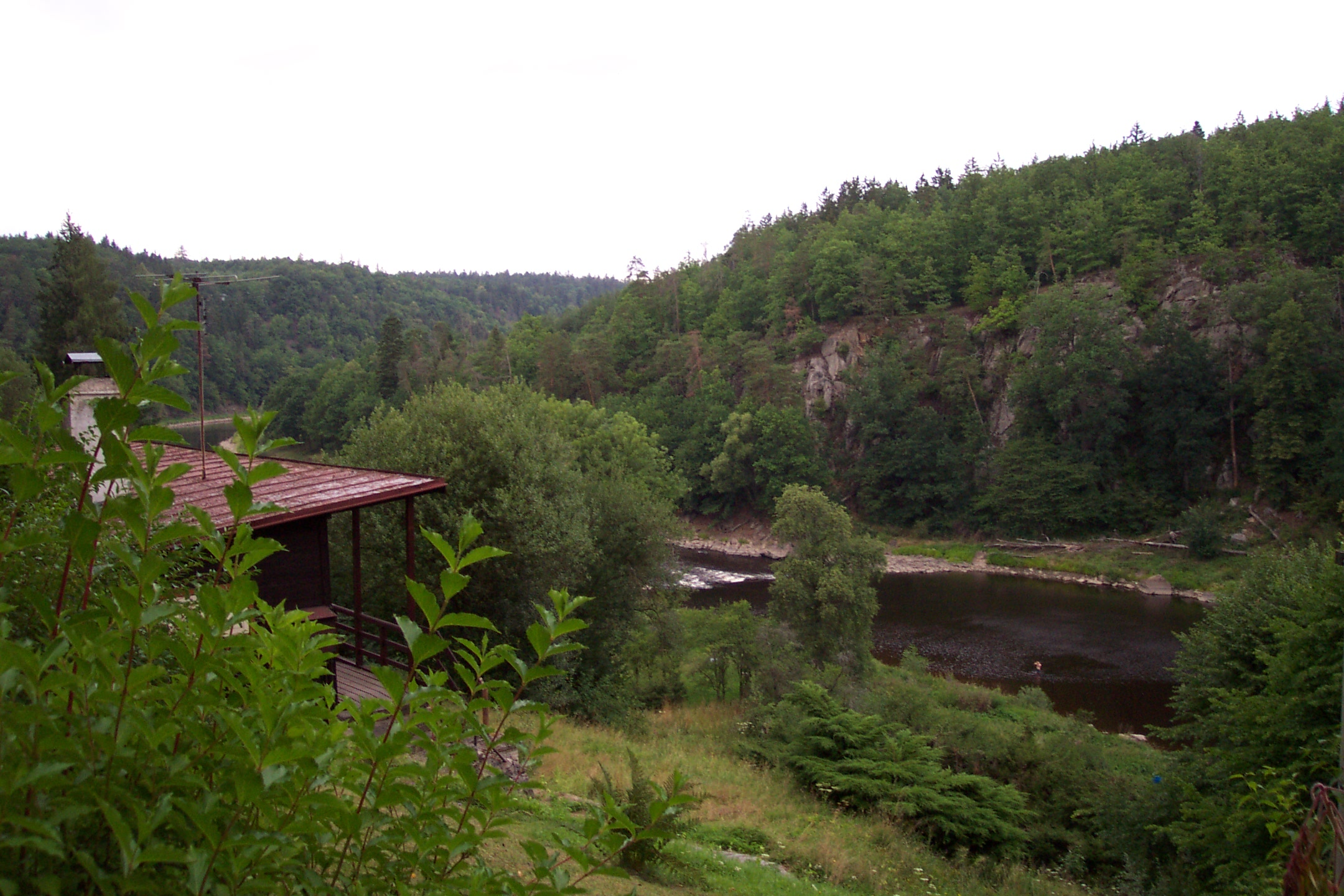
Oblast Smetiprachu

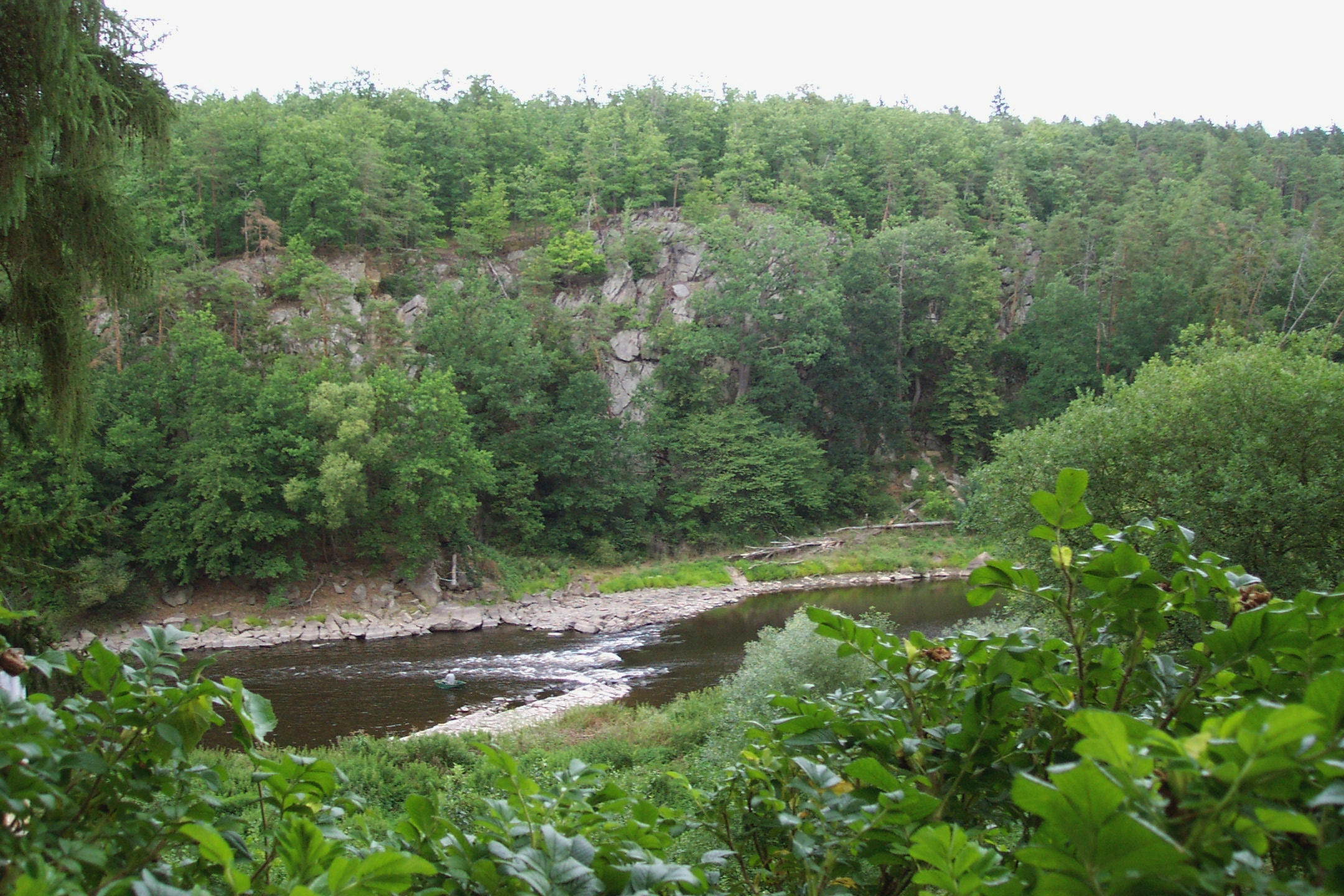
Pozůstatky jezu, které jsou dobře patrné při nízké hladině řeky Otavy

Smetiprach je oblast ležící asi osm kilometrů od města Písku severním směrem a 17 km od Zvíkovského Podhradí jižním, na řece Otavě.
Nachází se zde menší rekreační chatová oblast (okolo deseti chat) v hlubokém údolí, nad říčními břehy je několik skal, některé z nich jsou i chráněné. Smetiprach je velmi známý také z časů, kdy se po řece plavily vory a rýžovalo se tu zlato. Na řece je jez; od doby výstavby Orlické přehrady téměř vždy zatopený vodou, a také tu stával mlýn. Nejbližšími obcemi je Čížová (její součást Borečnice) na levém břehu a na pravém Louka, součást obce Vojníkov. Vede tudy také známá Sedláčkova stezka, dnes značená jako turistická trasa.